# Uwe Dolata

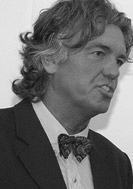
Uwe Dolata

Uwe Dolata (* 15. September 1956 in Würzburg) ist ein deutscher Kriminalhauptkommissar (im Bereich Wirtschaftskriminalität), Publizist und Politiker. Er gilt als Anti-Korruptionsexperte und hatte in dieser Funktion häufiger Auftritte im Fernsehen und Rundfunk und fungierte als Gerichtsgutachter.
Er war Sprecher des Landesverbandes Bayern im Bund Deutscher Kriminalbeamter. Weiterhin war er von 2000 bis 2003 Bundesvorsitzender der ÖDP. 2011 wechselte er zu den Freien Wählern. Zudem hat Uwe Dolata mehrere Bücher geschrieben.

## Familie und beruflicher Werdegang
Uwe Dolata wurde 1956 als Sohn von Heinz Dolata und dessen Frau Anna geb. Feser geboren. Er wuchs zusammen mit seiner Mutter und seinem Stiefvater auf.
Von 1962 bis 1968 besuchte er die Volksschule in Würzburg, anschließend ein Jahr lang die staatliche Realschule. Von 1969 bis 1971 war er an der städtischen Handelsschule, danach bis 1974 an der städtischen kaufmännischen Berufsschule.
Nach der Schule begann er seinen beruflichen Werdegang als Außenhandelskaufmann bei einem Handelsunternehmen für Pharmazeutika in Würzburg. Danach absolvierte er Ausbildungen zum Polizei- und Kriminalbeamten, zunächst 1981 und 1982 Ausbildungsinstitut für Allgemeinbildung in Dachau; dort erlangte er die Fachschulreife. Ab 1982 studierte er Verwaltungsrecht an der Beamtenfachhochschule in Fürstenfeldbruck mit dem Abschluss Diplom-Verwaltungswirt (FH).
Von 1986 bis 1989 studierte er Rechtswissenschaften an der Julius-Maximilians-Universität Würzburg und von 1989 bis 2000 – ebenfalls in Würzburg – Soziologie mit den Nebenfächern Philosophie und Politik, jedoch ohne Magister. Zum Master of Criminology (M.A.) wurde er nach einem Studium der Kriminologie von 2008 bis 2010 an der Universität Hamburg ernannt.
1974 trat er seinen Polizeidienst an, bei dem er als verdeckter Ermittler tätig war und wurde Kriminalkommissar. Seit dem Wintersemester 2004 hat er an der Fachhochschule Würzburg im Fachbereich Betriebswirtschaftslehre den Lehrauftrag „Anti-Korruptionsstrategien im Wirtschaftssystem Deutschland“, der ein Novum in Deutschland darstellt. Dolata ist seit seinem 21. Lebensjahr verheiratet.

## Politische Karriere

### Laufbahn in der ÖDP
Der ÖDP schloss er sich im Jahr 1993 an, auf die er durch deren Aktion Rote Karte der Fernsehsucht aufmerksam wurde. Dort bekleidete er unterschiedliche Ämter, unter anderem war er Vorsitzender des Kreisverbandes Würzburg-Land, Bezirksvorsitzender in Unterfranken bis 1999 sowie Mitglied im bayerischen Landesvorstand. Nach dem Rücktritt des Bundesvorstands unter der Vorsitzenden Susanne Bachmaier wurde Dolata am 25. November 2000 in Mainz zum neuen Vorsitzenden gewählt. Als Politiker beschäftigt er sich vor allem mit den Themenfeld Korruption und setzt sich dabei insbesondere für eine „saubere Demokratie“ ein. Darüber hinaus war er bei der Berliner Abgeordnetenhauswahl am 21. Oktober 2001 Spitzenkandidat seiner Partei, die dort auf 0,2 % der Stimmen kam.

„Der ödp habe ich mich angeschlossen, weil Anfang der 90er Jahre Ausländer-Raus-Parolen zunahmen, Asylantenunterkünfte brannten, aber auch Lichterketten gebildet wurden. Die Republikaner erfuhren jedoch starken Zulauf. Da war es Zeit für mich, politische Verantwortung zu übernehmen und ich suchte eine leisetretende, sensible und tolerante Heimat. Gefunden habe ich sie in der ödp. Hier identifiziere ich mich mit meinen Vorstellungen von der direkten und sauberen Demokratie. Die ödp ist mit der eigenen Satzungsauflage, keine Spenden von Firmen anzunehmen, am konsequentesten von allen Parteien.“

Er verlor auf dem ödp-Bundesparteitag am 8. und 9. März 2003 in Coburg in einer Kampfabstimmung gegen den Münchener Universitätsprofessor und stellvertretenden ödp-Bundesvorsitzenden Klaus Buchner mit 68:120 Stimmen. Während Dolata für eine Konzentration der ödp auf Bayern eintrat, war Buchner für ein bundesweites Engagement der ödp. Von 2003 bis 2004 war Dolata erster stellvertretender Bundesvorsitzender der Partei.

### Kommunalpolitik
1994 zählte Dolata zu den Mitbegründern des ödp-Kreisverband Würzburg-Land. Von 1996 bis 2007 war Dolata außerdem Kreisrat im Landkreis Würzburg, davon insgesamt drei Jahre lang als Fraktionsvorsitzender. Dort kämpfte er eigenen Angaben zufolge vor allem für Suchtvorbeugung und Korruptionsprävention. So beantragte er die Einstellung einer hauptamtlichen Suchtpräventionsbeauftragten für den Landkreis, was vom Kreistag einstimmig angenommen wurde.
2007 legte er sein Amt als Kreisrat nieder, um bei der Oberbürgermeisterwahl in Würzburg am 2. März 2008 kandidieren zu können. Nachrücker im Kreistag wurde Herbert Haas. In seinem Wahlkampf trat er für langfristige Konzepte für Verkehr, Kultur und Städtebau ein. Um die Bürger an den Entscheidungsprozessen stärker partizipieren zu lassen, forderte er größere Transparenz der Politik und Beteiligung der Bürger. Bei der Oberbürgermeisterwahl erreichte er 3,0 %, während er bei der gleichzeitig stattfindenden Stadtratswahl als alleiniger ödp-Vertreter gewählt wurde.
Im Mai 2008 wurde er auf der Kreiswahlversammlung seiner Partei zum Direktkandidaten für die Bezirkstagswahl in Unterfranken gewählt.
Im Würzburger Stadtrat bildete er zunächst eine Fraktionsgemeinschaft mit den beiden Stadträten der Freien Wähler. Im März 2011 trat er aus der ÖDP aus, da er laut eigenen Angaben gegenüber Parteien als Institutionsform eine zunehmende Entfremdung erlebt habe.

## Tätigkeit als Autor und Verleger
1993 gründete er den dolata Verlag, den er bis Ende 2001 betrieb. Themenschwerpunkt war dort der Umgang mit Suchtkrankheiten. Seine Alkoholsucht sowie seinen Aufenthalt in der Fachklinik thematisierte er in seinem Buch Stationen einer Wiedergeburt – Sucht als Chance, das 1994 erstmals erschien und bislang sechs Auflagen erfuhr. Seit 2004 publiziert er hauptsächlich im neu gegründeten Mankau Verlag.
Außerdem nahm  er im Sommer 2004 an der Gründung des Würzburger Autorenkreis teil, in dem er seither Mitglied ist. Dieser veröffentlichte im Jahr 2005 das Würzbuch. Der Würzburger Autorenkreis stellt sich vor. zu dem Dolata das Kapitel La quenta, por favor / Aphorismen beisteuerte.

## Engagement gegen Korruption
Dolata tritt in den Medien als Anti-Korruptionsexperte auf. Bisherige Fernsehauftritte absolvierte er beispielsweise bei Hart aber fair, Frontal21, Aufgemerkt! Pelzig unterhält sich und Sat.1.
Am 31. Januar 2001 nahm er vor dem Berliner Verwaltungsgericht im Zuge der CDU-Spendenaffäre als Beigeladener an einer Gerichtsverhandlung teil.
Als der damalige Bundespräsident Johannes Rau eine Kommission zu Fragen der Parteienfinanzierung einrichtete, war Dolata mit einigen weiteren Mitgliedern seiner Partei dort ebenfalls vertreten. Dort machten diese mehrere Änderungsvorschläge zu einer Reform der Finanzierung von Parteien.
Aber auch zu anderen Finanzskandalen wie der VW-Korruptionsaffäre nahm er in dieser Funktion Stellung.

## Filmische Dokumentationen
- ZDF: Uwe Dolata im Interview, 2010
- Uwe Dolata im Interview, 2013

## Weitere Aktivitäten
Dolata ist auch als Kunstmaler tätig. Er wendet dabei vor allem die Techniken Tempera und Kunstkreide auf Mischfarbendruck an. Seine Gemälde wurden bereits mehrfach ausgestellt.
Dolata ist Mitglied bei Business Crime Control, Transparency International,  International Police Association und dem Kreuzbund sowie Sprecher des Landesverbandes Bayern im Bund Deutscher Kriminalbeamter.

## Werke
Eigene Bibliographie
- Abhängigkeit, Therapie, und dann? Dolata, Rimpar 1995, ISBN 3-9803279-3-0.
- Pflücke Dir die Zufriedenheit. Märchen, Gedichte und andere Gedanken. Dolata, Rimpar 1995, ISBN 3-9803279-1-4.
- Vom Schreiberling zum Verleger. Dolata, Rimpar 1997, ISBN 3-9803279-7-3.
- Gesammelte Gedichte. Band 1: Seufzen der Sinne. de-facto-Verl., Leipzig 1997, ISBN 3-932724-01-1.
- Gesammelte Gedichte. Band 2: Sich selber spüren. de-facto-Verl., Leipzig 1997, ISBN 3-932724-05-4.
- Stationen einer Wiedergeburt. Sucht als Chance. Mankau, Murnau am Staffelsee 2008, ISBN 978-3-938396-15-5.

Co-Autor
- Akatshi Schilling (Hrsg.): Korruption im Wirtschaftssystem Deutschland. Jeder Mensch hat seinen Preis … Mankau, Murnau am Staffelsee 2004, ISBN 3-9809565-0-4.
- Uwe Dolata (Hrsg.): WürzBuch : die erste gemeinsame Anthologie, mit der sich der Autorenkreis Würzburg dem Leser vorstellt. Mankau, Murnau am Staffelsee 2005, ISBN 3-938396-00-8.